# Ioannina (Regionalbezirk)
Der Regionalbezirk Ioannina (griechisch Περιφερειακή Ενότητα Ιωαννίνων Periferiakí Enótita Ioannínon) ist der größte der vier Regionalbezirke der griechischen Region Epirus mit dem Verwaltungssitz Ioannina. Von 1915 bis zur griechischen Verwaltungsreform 2010 hatte das Gebiet den Status einer Präfektur, deren Kompetenzen wurden auf die Region und die zahlenmäßig stark verringerten Gemeinden aufgeteilt. Mit 22 von 45 Abgeordneten stellt Regionalbezirk Ioannina fast die Hälfte der Abgeordneten im epirotischen Regionalrat, hat aber keine eigene politische Bedeutung als Gebietskörperschaft außer als Wahlkreis für das Griechische Parlament. Er gliedert sich in die Gemeinden Dodoni, Ioannina, Konitsa, Metsovo, Pogoni, Voria Tzoumerka, Zagori und Zitsa.

## Geographie
Der Regionalbezirk Ioannina bildet den nordöstlichen Teil der Region Epirus, sein Gebiet entspricht in etwa der antiken Landschaft Molossis.
Die Landschaft wird durch die in Nord-Süd-Richtung verlaufenden Bergketten des Pindos-Gebirges geprägt. Den zentralen Teil nimmt eine Ebene um den Pamvotida-See ein, an dessen westlichem Ufer sich die Stadt Ioannina befindet.
Der Norden des Gebiets grenzt an Albanien. Neben den dort von Albanien nach Süd-Südost ziehenden Bergketten des Pindos-Gebirges bildet das Tal des von Osten nach Westen (anschließend nach Nordwesten) fließenden Fluss Aoos (Vjosa) einen markanten Punkt der Landschaft. Die Flora und Fauna sowohl der Berge als auch der Flusstäler ist relativ unberührt; selbst Bären sind hier noch in freier Wildbahn vorzufinden. Im nordöstlichsten Teil des Regionalbezirks liegt das Grammos-Massiv, östlich davon die Arena-Berge. Nur durch den im Bogen von Osten nach Süden verlaufenden Fluss Sarandaporos werden diese Bergketten vom zweithöchsten Berg Griechenlands, dem Smolikas mit 2637 m ü. d. M., getrennt. Südlich des Smolikas schließt sich getrennt durch das Oberlauftal des Aoos das Bergmassiv des Tymfi an (2295 m ü. d. M.). Das Tymfi-Massiv wird teilweise vom Fluss Voidomatis eingeschnitten, wodurch sich die Vikos-Schlucht mit bis zu 1000 m hohen Felswänden bildet. Diese ist Kern des Vikos-Aoos-Nationalparks. Nordwestlich der Bergmassive weitet sich das Tal des Aoos zunächst durch den Zufluss des Sarandaporos bei Konitsa (unmittelbar am Berg Trapesitza als Südwestecke des Smolikas-Massivs gelegen), dann durch den Zufluss des Voidomatis bei Papingo auf. Gleichzeitig schwenkt es nach Nord-Nordwesten ab und verläuft mit dem Aoos über die Grenze nach Albanien, wo der Aoos (Vjosa) in das Ionische Meer mündet. Südwestlich des Tymfi und südwestlich von Papingo steigt die Bergkette des Mitsikeli auf, welcher die östliche Begrenzung der Ebene von Ioannina bildet, gleichzeitig dem westlichen Nord-Pindosgebirge zugehört. Die Region südlich des Aoos und östlich sowie des Sarandaporos mit dem Massiven von Tymfi und Smolikas wird als Zagoria bezeichnet.
Die westliche Begrenzung der Zagoria-Region ist die Bergkette des Mitsikeli und dessen südliche Fortsetzung, der Driskos. Die südliche Begrenzung der Zagoria-Region ist näherungsweise der Fluss Metsovitikos. Dieser entspringt in der Nähe von Metsovo im östlichen Teil des Regionalbezirks Ioannina und führt durch ein enges Tal nördlich des Lakmos (Peristeri) nach Südwesten. An der Nahtstelle zwischen Mitsikeli und Driskos (Driskos-Pass) fließt der Metsovitikos mit dem Fluss Dipotamia zusammen und bildet den weiter nach Süd-Südost verlaufenden Fluss Arachthos. Östlich des Zusammenflusses bildet das Lakmos-Massiv mit dem nahtlos angrenzenden Kakarditsa-Massiv die Fortsetzung des Pindos-Gebirges nach Südosten hin und zugleich den südöstlichen Teil Ioanninas. Der Osten des Regionalbezirks ist mit Ausnahme des Gebietes um die Ortschaft Metsovo spärlich besiedelt. Nördlich von Metsovo entspringt auf einem Hochplateau der Fluss Aoos, dessen Quellgebiet durch den Stausee O Pigon deutlich umgestaltet ist. Südlich von Metsovo an der Ostflanke des Lakmos entspringt mit dem Aspropotamos der wasserreichste Fluss Griechenlands, der Acheloos. Östlich von Metsovo findet sich mit dem Katarra-Pass (Zygos-Pass) auf 1689 m über N.N. ein Übergang über das Pindos-Massiv in den nordwestlichen Teil Thessaliens um Kalambaka.
Der Arachthos und dessen Tal führen in den südlichen Teil des Gebiets. Diese wird östlich flankiert durch die Fortsetzung des Lakmos, das Tzoumerka-Massiv mit 2459 m ü. d. M. maximaler Höhe. Das Tsoumerka-Massiv trennt auch die Wassereinzugsgebiete von Acheloos im Osten und Arachthos im Westen. Der Arachthos fließt in südlicher Richtung nach Arta, wobei er im weiteren Verlauf vor Arta zu einem großen Stausee aufgestaut wird. Parallel zum Tal des Arachthos und mit gleicher Fließrichtung entspringt südlich der Ebene von Ioannina der Fluss Louros an der Ostflanke des Tomaros. Das Tal des Louros führt wie das des Arachthos nach Süden zum Ambrakischen Golf. Am Talausgang des Louros in die Ebene um den ambrakischen Golf findet sich auch die Südgrenze des Regionalbezirks Ioannina hin zum Regionalbezirk Arta. Nach Südwesten hin grenzen die Berge im Westen des Louros-Tals (südlich die Thesprotika-Berge, westlich die Souliou-Berge) Ioannina zu den Regionalbezirken Preveza und Thesprotia hin ab. Zwischen den Souliou-Bergen und dem Tomaros-Massiv südwestlich von Ioannina findet sich eine kleine Hochebene. Diese wird nach Nordosten hin von der Ebene von Dodoni durch das Tomaros-Massiv abgegrenzt. Nördlich der Ebene von Dodoni mit dem gleichnamigen antiken Orakel laufen die nördlichen Fortsetzungen der Souliou-Berge quasi nahtlos in die Tsamanta-Berge im Nordwesten Ioanninas an der albanischen Grenze über. Durchbrochen werden diese Berge nur durch das Tal des Kalamos (Thyamis), welcher vom Tymfi und Mitsikeli im Osten durch den nordwestlichen Teil des Regionalbezirks nach Westen hin durch Thesprotia zum ionischen Meer verläuft.